# Królewskie Wzgórze
Der Królewskie Wzgórze (vor 1945 Królewska Góra, deutsch Königshöhe; heute auch Ślimak (Schnecke), Sobótka) ist eine 99,2 Meter hohe Erhebung in Danzig in Polen. Er liegt auf dem Gebiet des Stadtbezirks Wrzeszcz Górny (Langfuhr) und wurde nach König Friedrich Wilhelm III. von Preußen (1770–1840) benannt.

Der Namensgeber regierte seit 1797

Vom Berg hat man den schönsten Panoramablick auf Danzig, der ehemalige Aussichtspunkt an der Spitze wurde 1945 schwer beschädigt und ist heute verwahrlost. Der Aufstieg auf den Berg wurde gegen Mitte des 19. Jahrhunderts befestigt, er stand in Verbindung zum Jäschkentaler Park. Rotbuchen formten bis 1945 den Schriftzug „Danzig“. Eine Schlittenabfahrt bestand bis in die 1970er Jahre.
An seinem Nordhang liegt der ehemalige Jüdische Friedhof von Langfuhr, der 1938 verkauft wurde. Er liegt an der Romualda Traugutta-Straße, ist ein heute ein öffentlich zugänglicher Park und kein geschütztes Kulturdenkmal.
1925 baute die Gemeinnützige Danziger Heimstätten-Baugenossenschaft Daheim eine Siedlung mit 40 Ein- und Vierfamilenhäusern. 2006 wurde auf 6 Hektar Fläche die Siedlung Królewskie Wzgórze mit 21 Gebäuden für 680 Familien errichtet.